# Zuid-Afrika op de Olympische Winterspelen 1960
Tijdens de Olympische Winterspelen van 1960, die in Squaw Valley (Verenigde Staten) werden gehouden, nam Zuid-Afrika voor de eerste keer deel.

## Deelnemers en resultaten

### Kunstrijden
| Olympiër                     | Discipline | Resultaat | Prestatie                  |
| ---------------------------- | ---------- | --------- | -------------------------- |
| Marion Sage                  | vrouwen    | 23e       | pc. 210,0; 1000,900 punten |
| Pat Eastwood                 | vrouwen    | 24e       | pc. 219,0; 970,800 punten  |
| Gwyn Jones Marcelle Matthews | paarrijden | 13e       | pc. 85,5; 63,600 punten    |

Argentinië · Australië · Bulgarije · Canada · Chili · Denemarken · Duits eenheidsteam · Finland · Frankrijk · Groot-Brittannië · Hongarije · IJsland · Italië · Japan · Libanon · Liechtenstein · Nederland · Nieuw-Zeeland · Noorwegen · Oostenrijk · Polen · Sovjet-Unie · Spanje · Tsjecho-Slowakije · Turkije · Verenigde Staten · Zuid-Afrika · Zuid-Korea · Zweden · Zwitserland